# Arapahoe County
Arapahoe County är ett county i den amerikanska delstaten Colorado. Den administrativa huvudorten (county seat) är Littleton.
Arapahoe County är en del av Denver-Aurora-Lakewoods statistiska storstadsområde. Arapahoe County kallar sig "Colorados första country", eftersom dess ursprung går före Guldrushen i Pike's Peak.

## Geografi
Enligt United States Census Bureau har countyt en total area på 2 085 km². 2 080 km² av den arean är land och 5 km² är vatten.

### Angränsande countyn
- City & County of Denver - nordväst och exklaver
- Adams County - nord
- Washington County - öst
- Lincoln County - sydöst
- Elbert County - syd
- Douglas County - sydväst
- Jefferson County - väst